# Marcin Kozłowski (poeta)
Marcin Jakub Kozłowski (ur. 13 kwietnia 1966 w Stopnicy) – polski poeta.

## Życiorys
Kozłowski ukończył II LO im. Jana III Sobieskiego w Krakowie oraz Wydział Weterynarii Akademii Rolniczej w Lublinie (1992). Od 1993 roku prowadził prywatną lecznicę dla zwierząt „Marwet” w Stopnicy.
Dyrektor Biura Bezpieczeństwa Żywności Pochodzenia Zwierzęcego, w Głównym Inspektoracie Weterynarii, w Warszawie. Obecnie urzędowy lekarz weterynarii w Akureyri – Islandia.
Od 1999 r. jest członkiem kieleckiego oddziału Związku Literatów Polskich.
Debiutował wierszami: *** (gasną lampy), *** (do ciszy, do snu), *** (Wracając do domu) w kieleckim „Słowie Ludu” (1983, nr 110). Utwory poetyckie i recenzje drukował w „Słowie Ludu”, „Radarze”, „Przemianach”, „Życiu Literackim”, „Próbie”, „Życiu Weterynaryjnym”, „Teście”, „Gońcu Staszowskim”, „Świętokrzyskim Kwartalniku Literackim” oraz wygłaszane były w na antenie stacji radiowych: Radia Białystok, Leliwa, Kielce, Lublin.
W roku 2000 redagował dział literacki w miesięczniku Społeczno-Kulturalnym „Zdrój” (ISSN 1641-23-97), w 2001 roku redaktor naczelny Miesięcznika Kulturalno-Społecznego „Klimaty” (ISSN 1641-943X)., gdzie m.in. w kąciku Okiem Judasza pisał felietony pod pseudonimem Jakub Sobieraj.

## Odznaczenia
- Srebrny Krzyż Zasługi (2012) – za zasługi w działalności na rzecz ochrony zdrowia publicznego[8]

## Nagrody
Otrzymał nagrody artystyczne:
- Za zestaw wierszy I miejsce oraz I wyróżnienie w konkursie poezji śpiewanej, organizowanego w ramach II Festiwalu Artystycznego (Kraków 83),
- Za zestaw wierszy II miejsce w Wojewódzkim Festiwalu Szkół Ponadpodstawowych (Kraków 84)
- Za opowiadanie „Okruch nocy” I wyróżnienie w konkursie Koła Naukowego Polonistów UMCS (Lublin 1990),
- Za zbiór wierszy wyróżnienie w Ogólnopolskim Konkursie Literackim im. Mikołaja Reja (Nagłowice 98)
- Za opowiadanie „Bal absolwentów” nagroda jury w I Otwartym Konkursie Prozatorskim (Staszów 1999)”[9]
- Za opowiadanie „Franek”, nagroda w konkursie „Polityki” „Pisz do Pilcha” (Warszawa 2005)
- Za zbiór haiku wyróżnienie w „Konkursie na haiku” organizowanym przez Radio Łódź S.A. oraz Zakład Poezji XIX i XX w. Uniwersytetu Łódzkiego (Łódź 2005)

## Twórczość
Publikacje zwarte
- Klepsydra czasu (wiersze), posł. T. Zaniewska, SGGW Warszawa 1996, s. 44. ISBN 83-00-02983-4. Rec.: F.Kobryńczuk, Spacerkiem po wierszach Marcina Kozłowskiego, „Test” 1996, nr 3, s. 172–174.
- Rozmowa z zegarem (wiersze), posł. S. Rogala, Staszowskie Towarzystwo Kulturalne, Staszów 1997, s. 46 ISBN 83-87215-04-X. Rec.: Z. Łączkowski, Do stacji człowiek, „Goniec Staszowski”, 1997, nr 5, s. 3.
- Haiku, AW GENS, Kielce 1998, s. 68 ISBN 83-86285-37-0. Rec.: S. Pastuszewski, Oryginały i falsyfikaty, „Akant” 1999, nr 3, s. 19; P. Zacharewicz, Na werandzie tańczy elf. (O nowym tomiku Marcina Kozłowskiego), „Kresy” 1999, nr 2[10]
- Wiersze Zen (wiersze), Wydawnictwo „Miniatura”, Kraków 2004, s. 67 ISBN 83-7081-786-6[11]

Publikacje w edycjach zbiorowych
- Wiersze, [w:] Próba. Almanach Studentów Polonistyki UMCS, Lublin 1988, nr 3, s. 16
- Rozmowa z poezją, *** (za wcześnie), Koniec lata, Wierzę, [w:] Nad Czarną, Staszowski Almanach Literacki, wybór i oprac. S. Rogala, M.A. Zarębski, Staszów 1997, s. 22–23; ISBN 83-86285-58-3.
- Wiersze, „Bal absolwentów” (op.), „Współcześni pisarze kielecczyzny, Antologia”, Oficyna Wydawnicza STON2, Kielce 2000, s. 179–190, ISBN 83-911197-1-8.
- „Franek” (op.:) Pisz do Pilcha. Opowiadań współczesnych trzydzieści i trzy, Świat Książki, Warszawa 2005, str, 105; ISBN 83-7391-961-9[12]
- *** (W małej cukierni), *** (Spłoszony gawron), ***(Rozbity talerz), [w:] „Strużka Piasku w klepsydrze…” Haiku, Wydawnictwo Literatura, Łódź 2006, s. 8, ISBN 83-89409-93-3.
- Wybór wierszy, „Witraż z Chironem w tle. Antologia poezji lekarzy weterynarii.”, Agencja Wydawnicza i Reklamowa „AKCES”, Warszawa 2011, ISBN 978-83-62761-16-6.

Ważniejsze opracowania
- F. Kobryńczuk, Twórczość poetycka Marcina Kozłowskiego, „Życie Weterynaryjne” 1996, nr 2, s. 58–59.
- J. Detka, Oswajanie egzotycznej formy, „Ikar” 1999, nr 2, s. 37”, ISBN 83-86285-58-3.
- J. Detka, Uchwycić chwilę, czyli o poezji Marcina Kozłowskiego, „Świętokrzyski Kwartalnik Literacki, 1999, nr 3-4(5-6), s. 129, ISSN 1429-849X.
- J.Z. Brudnicki, Wstęp do liryki świętokrzyskiej, „Świętokrzyski Kwartalnik Literacki, 2002, nr 1-2(19-20) Rok VI, s. 41, ISSN 1429-849X.

Prace redakcyjne
- Aleksandra Salomon, Rys historyczny dziejów Stopnicy, redakcja i wstęp Marcin Kozłowski, AW GENS 1999, s. 102, ISBN 83-86285-62-1.
- Wiesław Kot, Moja wina, [w:] redakcja i posłowie Marcin Kozłowski, PAIR Myjakpress, Sandomierz 1999, s. 72[13],

Przekłady i tłumaczenia
- Marcin Kozłowski, Haiku, przekład na język czeski Libor Martinek, Krnovske Listy, rocznik 4, 7 września 2001, s. 4
- Marcin Kozłowski, „The poet of today”, przekład na język angielski Małgorzata Tauszyńska, “POEZJA dzisiaj”, nr 29/30, 2003, s. 199[14]
- Miroslav Kubiczek, Haiku, z czeskiego tłumaczył Marcin Kozłowski, „Zdrój”, nr 2, X 2000, s.20[15]

Reportaże
- „Nad rzeką życia. Śladami Jana Rybowicza”, „Klimaty”, maj 2001, nr 2, s. 10–15, ISSN 1641-943X.

Polemiki
- „Szanowna Redakcjo” (polemika do artykułu Jana Rusaka „O herbie kompleksach i chorej zawiści”), „Tygodnik Ponidzia”, nr 5/294, luty 2001, s.[16]

Opracowania historyczne
- „Dawne miasta Ponidzia. Nowy Korczyn” s. 35–38 „Klimaty”, maj 2001, nr 2[17]
- „Dawne miasta Ponidzia. Pacanów” s. 36–38 „Klimaty”, czerwiec 2001, nr 3[18]
- „Historia kościoła pw. Świętych Apostołów Piotra i Pawła w Stopnicy” s. 14–15 „Zdrój”, październik 2000, nr 2[19]

Autor o sobie
- Poezja jest moim drugim światem. Z Marcinem Kozłowskim, poetą, rozmawia Teresa Zaniewska, „Test” 1996, nr 3, s. 142–146, ISBN 83-86285-58-3.
- Być i mieć Marcina Kozłowskiego, z Marcinem Kozłowskim rozmawiał Henryk Kawiorski, „Tygodnik Ponidzia” 1999, nr 43/230, Rok V, s. 4, ISSN 1234-6780.
- Na werandzie tańczy elf. Kwestionariusz Prousta